# Bródno

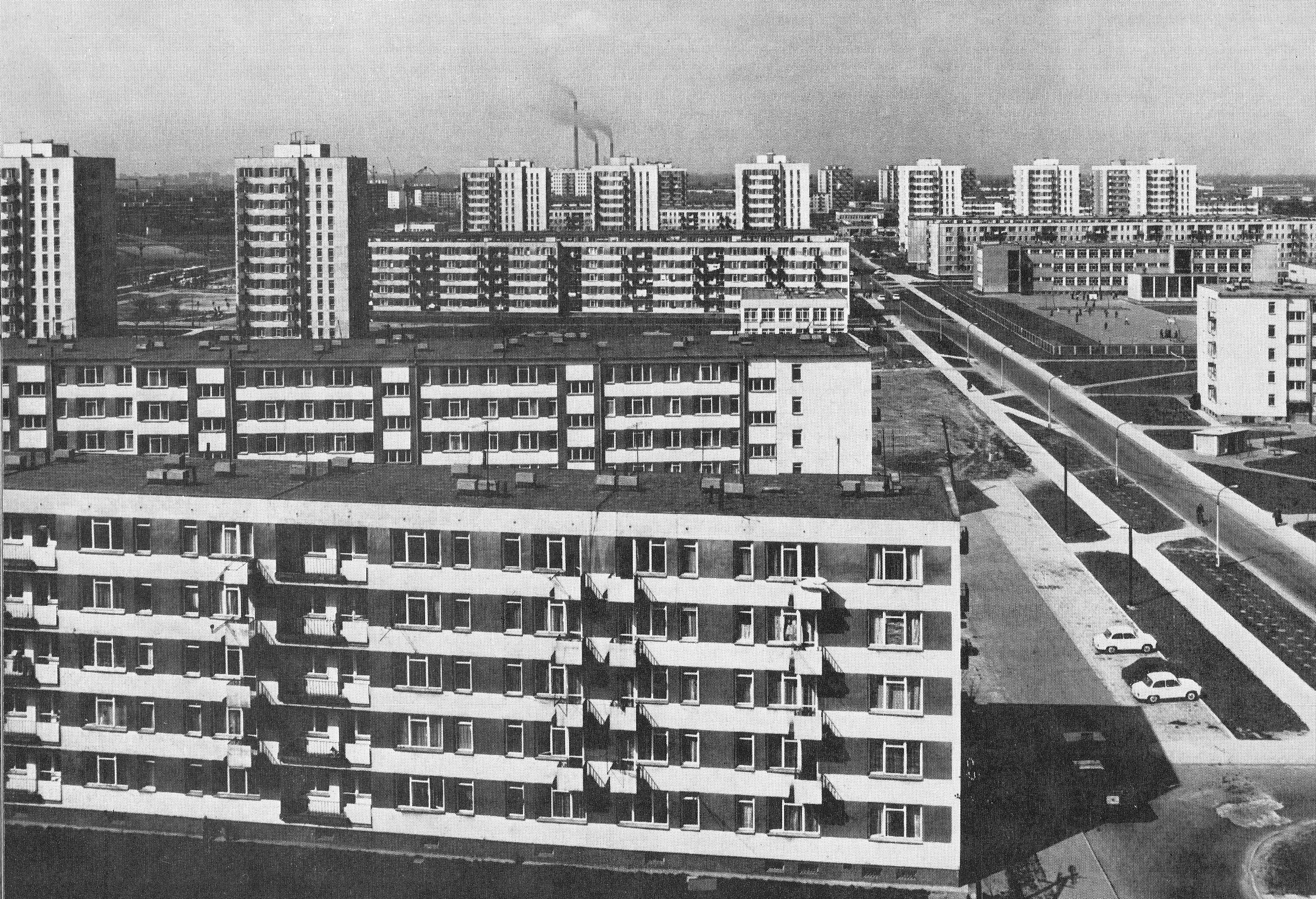
Bloki osiedla Nowe Bródno przy ul. Suwalskiej (1969)

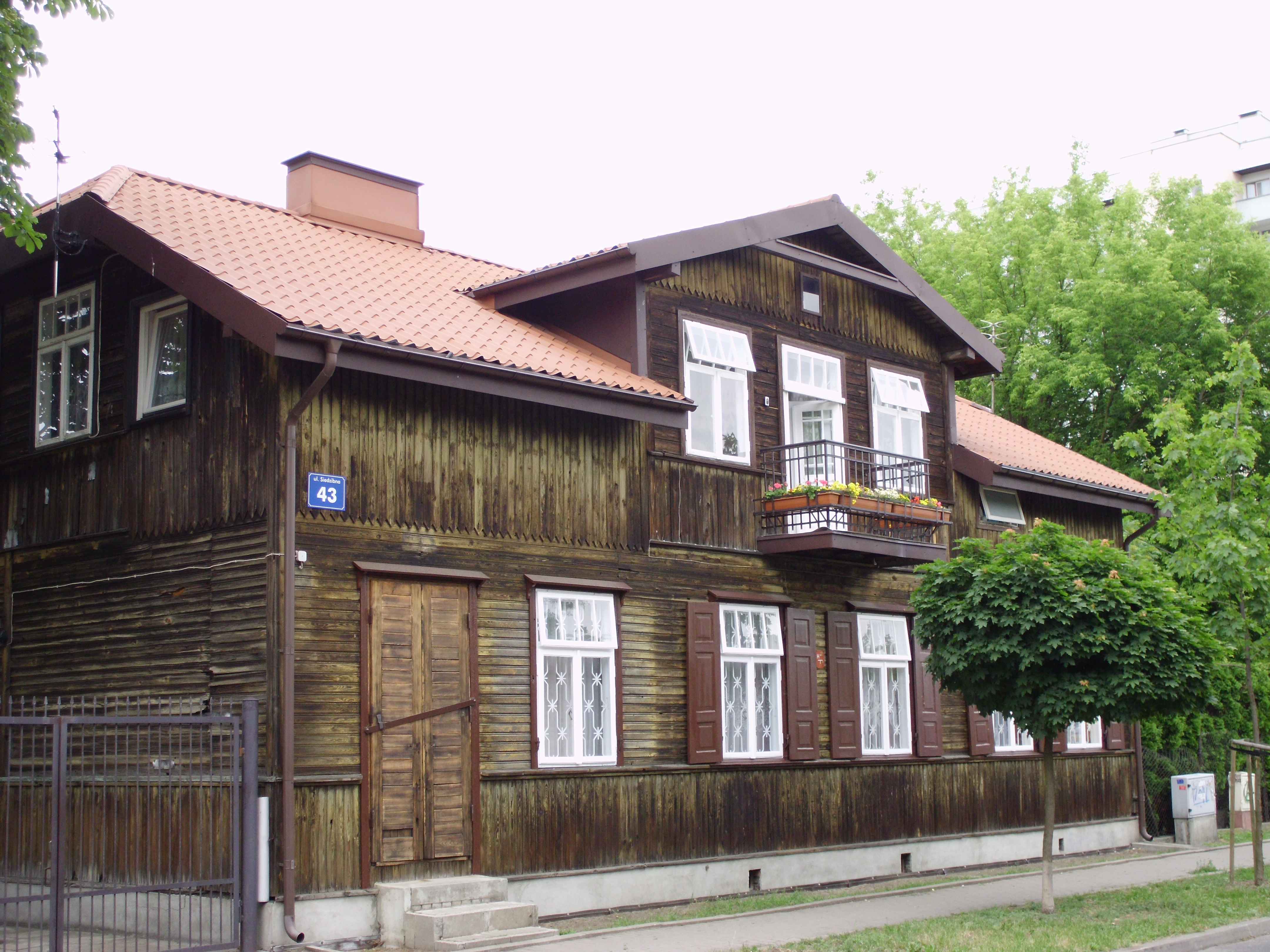
Drewniany dom rodziny Borowców

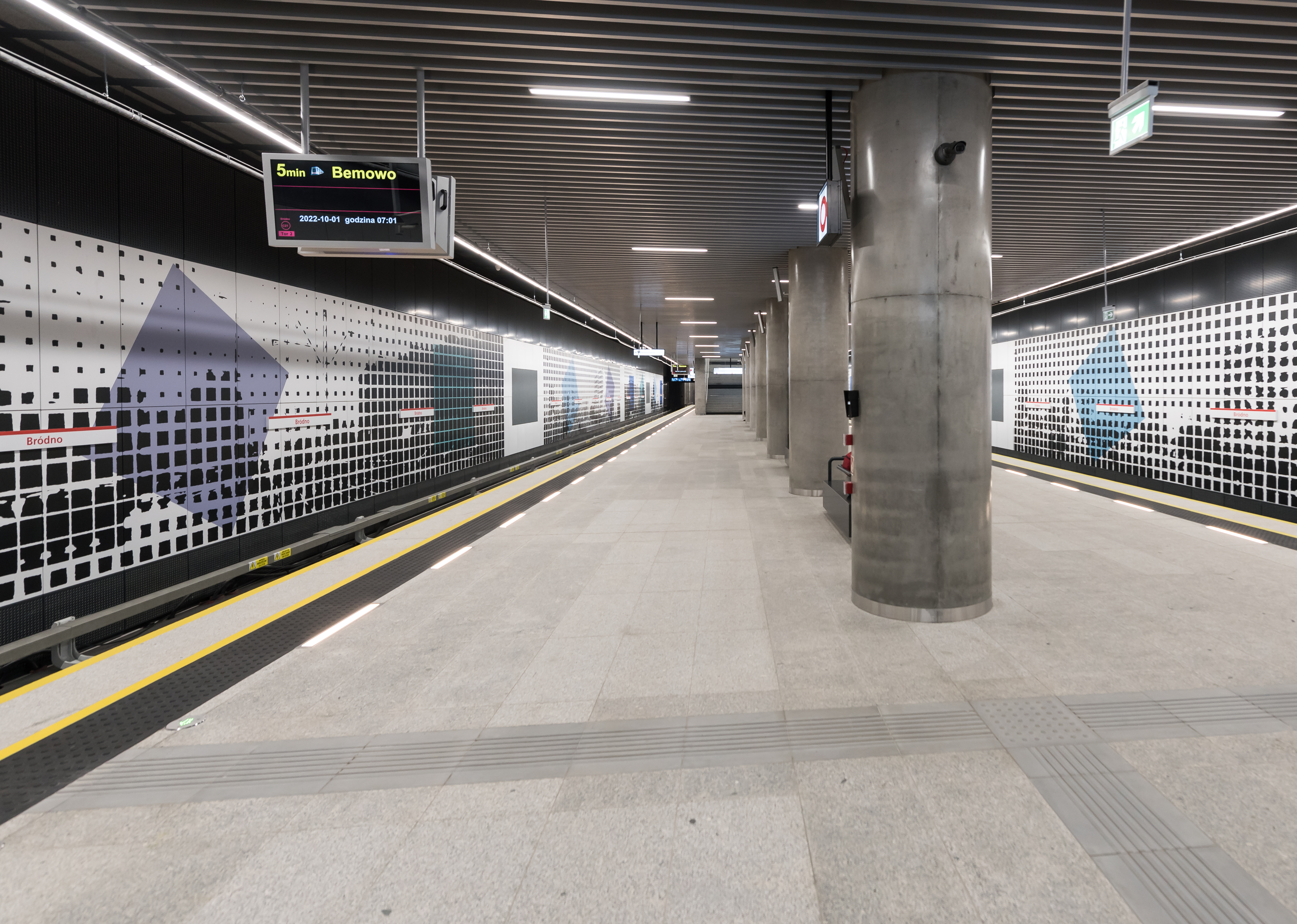
Stacja metra Bródno

Bródno – osiedle mieszkaniowe i obszar MSI w warszawskiej dzielnicy Targówek.
Tradycyjnie nazwą Bródno określano tereny na zachód i północ od Targówka i Zacisza. W okresie międzywojennym zachodnia część Bródna, leżąca bliżej torów Kolei Nadwiślańskiej – tzw. Nowe Bródno, wraz z cmentarzem Bródnowskim, należała do Warszawy i miała bardziej miejski charakter (granica miasta przebiegała w przybliżeniu w rejonie ul. Rembielińskiej i Bolesławickiej). Równocześnie istniała wiejska gmina Bródno, obejmująca tereny leżące dalej na wschód, w tym wieś Stare Bródno. Obszar gminy Bródno (oprócz gromad Brzeziny i Grodzisk) przyłączono do stolicy w 1951.
W latach 70. XX wieku na dużym obszarze Starego i Nowego Bródna wybudowano nowe osiedla mieszkaniowe: Osiedle Kondratowicza, Osiedle Podgrodzie, Osiedle Toruńska i Osiedle Wysockiego.
Obecnie od podziału historycznego bardziej znany jest podział na obszary Miejskiego Systemu Informacji. Dawne Nowe Bródno wraz z osiedlami: Wysockiego, Toruńska i Kondratowicza oraz cmentarzami objęto obszarem Bródno (teren włączony do Warszawy w 1916 roku), natomiast tereny Starego Bródna – rejon osiedla Podgrodzie wraz z Parkiem Leśnym Bródno (Lasem Bródnowskim) – objęto rozciągniętą „na wyrost” nazwą Bródno-Podgrodzie (teren włączony do Warszawy w 1951 roku).

## Lokalizacja
Osiedla mieszkaniowe znajdują się między torami linii kolejowej nadwiślańskiej, ulicą Toruńską, ulicą Rembielińską i ulicą Matki Teresy z Kalkuty (d. Budowlaną). W dużej mierze zabudowane jest blokami mieszkalnymi z lat 70. Zachowały się jednak liczne relikty przedwojennej zabudowy. Do najciekawszych można zaliczyć: drewniany dom rodziny Borowców (ul. Siedzibna 43), kamienicę Kurkowskich (Krakusa 7a), kamienicę firmy Klotz Sp. z o.o. (Wysockiego 32a). Na ulicy Wysockiego dzięki Oddziałowi Bródno Towarzystwa Przyjaciół Warszawy zachowano sześćdziesięciometrowy fragment bruku, szyny tramwajowe i cztery słupy trakcji tramwajowej.

## Historia
Początki Bródna sięgają IX – X wieku, gdy na terenie obecnego Lasu Bródnowskiego powstał warowny gród, jeden z trzech na terenie obecnej Warszawy. Nazwa pochodzi od przepływającej w pobliżu rzeki Brodni.
W XVI wieku istniała już królewska wieś Bródno, zaś w 1570 roku odnotowano 11 włók nieoczynszowanych i jeden łan wójtowski. W 1580 wieś znajdowała się w powiecie warszawskim ziemi warszawskiej województwa mazowieckiego.
W XVII wieku na Bródnie założono dwunastołanowy folwark, istniały także dwa młyny i dwie karczmy. Kres szybkiemu rozwojowi Bródna przyniósł potop szwedzki i trwająca trzy dni bitwa w okolicach Bródna (28-30 lipca 1656). W 1743 żydowscy osadnicy rozpoczęli chowanie na Bródnie swoich zmarłych w miejscu, w którym później, po uzyskaniu przywileju królewskiego, powstał cmentarz żydowski.
Ponowny rozwój Bródna miał miejsce w II połowie XIX wieku, gdy uruchomiono linię Kolei Nadwiślańskiej i otwarto stację Praga (1875 rok). W roku 1880 na Bródnie odnotowano 360 domów i 960 mieszkańców. W roku 1884 pomiędzy szosą białołęcką (ul. I.J. Odrowąża), drogą do Starego Bródna (ul. św. Wincentego) a cmentarzem żydowskim, na terenach należących do wojska i szpitala św. Ducha, założono cmentarz Bródnowski. Zajął on miejsce nieużytków, poligonu i rozległych wyrobisk piasku i gliny. Pod koniec XIX wieku na terenach dawnych dóbr bródnowskich powstały folwark należący do Szpitala św. Ducha oraz kilka nowych kolonii mieszkalnych: Zacisze (z dóbr Zygmunta Jórskiego), Elsnerów (z dóbr Józefa Elsnera), Drewnica i Pustelnik. Wiosną 1917 katastrofalna powódź sprawiła, że Pelcowizna i Nowe Bródno zostały zalane.
Przy brukowanym kamieniem polnym odcinku ul. Wysockiego znajduje się pomnik „Cudu nad Wisłą”, ufundowany przez mieszkańców dzielnicy w 1925 roku.
Podczas obrony Warszawy we wrześniu 1939 roku zabudowa Nowego Bródna została w znacznym stopniu zniszczona w dniach 10–11 września w wyniku nalotów Luftwaffe, a ludność ukrywająca się na terenie cmentarza ostrzelana z samolotów. Zdjęcia zniszczonej dzielnicy zostały wykonane przez amerykańskiego dokumentalistę Juliena Bryana.
W latach 60. planowano wybudowanie osiedli oraz parku (powstał, aczkolwiek mniejszy niż zakładano), oraz m.in. dużego centrum handlowo-kulturalnego (miejsce zajmowane obecnie przez kościół św. Włodzimierza przy Kondratowicza), a zamiast bloków przy Poborzańskiej miał powstać park. Plany m.in. opisano w książce Praga Północ 1964−1968.
Osiedle nabrało obecnego kształtu w latach 70., którego projekt przygotowano i zaakceptowano 29 maja 1961 roku. Bloki wzniesiono według planów J. Szuleckiej i J. Stanisławskiego. W 1973 rozpoczęto budowę Szpitala Bródnowskiego (ukończoną w latach 1980-1984), podczas budowy w 1977 odnaleziono armatę przeciwpancerną wz. 36, która jest eksponowana w Muzeum Wojska Polskiego w Warszawie.
Na Bródnie znajduje się ostatnie w Warszawie Państwowe Gospodarstwo Rolne działające pod nazwą PGR Bródno Sp. z o.o.
We wrześniu 2022 roku oddano do użytku stację metra Bródno, najdalej na północ wysuniętą stację warszawskiego metra.